# Norberto Murara Neto
Norberto Murara Neto o simplement Neto (Araxá, Minas Gerais, 19 de juliol de 1989), és un futbolista professional brasiler que juga com a porter per l'Arsenal FC, cedit per l'AFC Bournemouth de la Premier League.

## Carrera esportiva

### Atlético Paranaense
Neto va esdevenir porter titular de l'Atlético Paranaense la temporada 2010 del Campionat brasiler. Després que hagués estat expulsat en el primer partit de la temporada, i d'haver complert dos partits de sanció, va ser a partir de llavors titular en tots els partits del club fins a l'octubre, quan es va veure obligat a perdre's alguns partits en ser convocat per la selecció brasilera.

### Fiorentina
Neto va arribar a un acord per fitxar per l'ACF Fiorentina italiana el 5 de gener de 2011, i hi va signar contracte tres dies després.
Va debutar amb la Fiorentina en la quarta ronda de la Coppa Italia 2011–12, el 24 de novembre de 2011 contra l'Empoli FC, guanyant 2–1.
El 3 de maig de 2014, va jugar la final de la Copa de 2014, que la Fiorentina perdé per 3–1 contra la SSC Napoli.

### Juventus
Neto va fitxar per la Juventus FC amb un contracte per quatre anys el 3 de juliol de 2015. El 23 de setembre de 2015, va debutar amb la Juventus, com a titular, en un empat 1–1 a casa contra el Frosinone de la Serie A. El 16 de desembre de 2015, Neto va aconseguir mantenir la porteria a zero per primer cop amb el club, en una victòria per 4–0 contra el rival ciutadà, el Torino FC en l'edició 2015–16 de la Coppa Italia. Va fer el mateix en lliga en el darrer partit de la temporada, el 14 de maig de 2016, que acabà en victòria per 5–0 a casa contra la UC Sampdoria, partit en què la Juventus va celebrar el campionat de la Serie A. El 21 de maig va mantenir la porteria a zero també a la final de la Copa 2016 que la Juve va guanyar 1–0 contra l'AC Milan a l'Stadio Olimpico de Roma.
En la seva segona temporada al club, Neto va debutar a la UEFA Champions League el 7 de desembre de 2016, al darrer partit de la fase de grups, amb la porteria a zero en una victòria per 2–0 a casa contra el Dinamo de Zagreb. Tot i que era suplent de Buffon a la lliga, fou el porter titular de la Juventus a la Copa 2016–17, i va disputar tots els partits de la competició, inclosa la victòria a la final per 2–0 contra la SS Lazio el 17 de maig de 2017, mitjançant la qual la Juventus va guanyar la seva 12a Copa italiana, i va esdevenir el primer equip en guanyar tres doblets de lliga i copa consecutius.

### València
El 7 de juliol de 2017, Neto va fitxar pel València CF amb un contracte de quatre anys, per un preu de traspàs de 7 milions d'euros, més 2 milions addicionals en clàusules. Va debutar amb el club el 18 d'agost, com a titular, en una victòria per 1–0 a La Liga contra la UD Las Palmas.

### FC Barcelona
El 27 de juny de 2019 es va fer oficial el seu fitxatge pel FC Barcelona que va ser un intercanvi amb Jasper Cillessen, que va deixar el Barça per fitxar dies abans pel València CF. Neto va firmar un contracte amb el club blaugrana per quatre temporades, fins al final de la temporada 2022/23, amb una clàusula de rescissió de 200 milions.
Neto va jugar els sis primers partits de lliga i tres dels sis de la fase de grups de la Champions de la temporada 2020-21 en absència del titular Marc-André ter Stegen, que no va començar la temporada per una lesió de genoll, i estigué absent fins a l'octubre. També va iniciar la lliga 2021-22 com a titular, al Camp Nou contra la Reial Societat, igualment per lesió de Ter Stegen.

### AFC Bournemouth
El 7 d'agost de 2022, Neto va fitxar pel club de la Premier League, l'AFC Bournemouth, amb un traspàs gratuït, signant un contracte de 12 mesos.

#### Cessió a l'Arsenal
El 30 d'agost de 2024, Neto es va unir a l'Arsenal FC amb una cessió per una temporada el darrer dia del mercat de fitxatges.

## Carrera internacional
El setembre de 2010, amb 21 anys, Neto va rebre la seva primera convocatòria per a la selecció de futbol del Brasil sota el tècnic Mano Menezes, que va triar diversos jugadors joves amb vista al torneig olímpic de 2012. No va participar en els amistosos contra l'Iran als Emirats Àrabs Units ni contra l'Ucraïna a Anglaterra. Va ser convocat novament l'octubre per enfrontar-se a l'Argentina en un altre amistós a Qatar.
Neto va formar part de la selecció de futbol sub-23 del Brasil durant el torneig olímpic de 2012 a la Gran Bretanya. Va jugar en les dues primeres victòries del Brasil a la fase de grups contra Egipte i Bielorússia abans de ser substituït per Gabriel. El Brasil va acabar guanyant la medalla de plata.
Neto va ser un dels set jugadors suplents seleccionats per Dunga per a la selecció de futbol del Brasil al Copa Amèrica 2015. Finalment, va ser convocat a l'equip principal després d'una lesió al genoll de Diego Alves. Va romandre a la banqueta mentre Jefferson jugava com a porter titular, i el Brasil va arribar als quarts de final.
El 12 de setembre de 2018, vuit anys després de la seva primera convocatòria amb l'equip absolut, Neto va debutar amb el Brasil com a titular en una victòria per 5-0 en un partit amistós contra la selecció d'El Salvador als Estats Units.

## Palmarès
Juventus FC
- 2 Serie A: 2015-16, 2016-17.

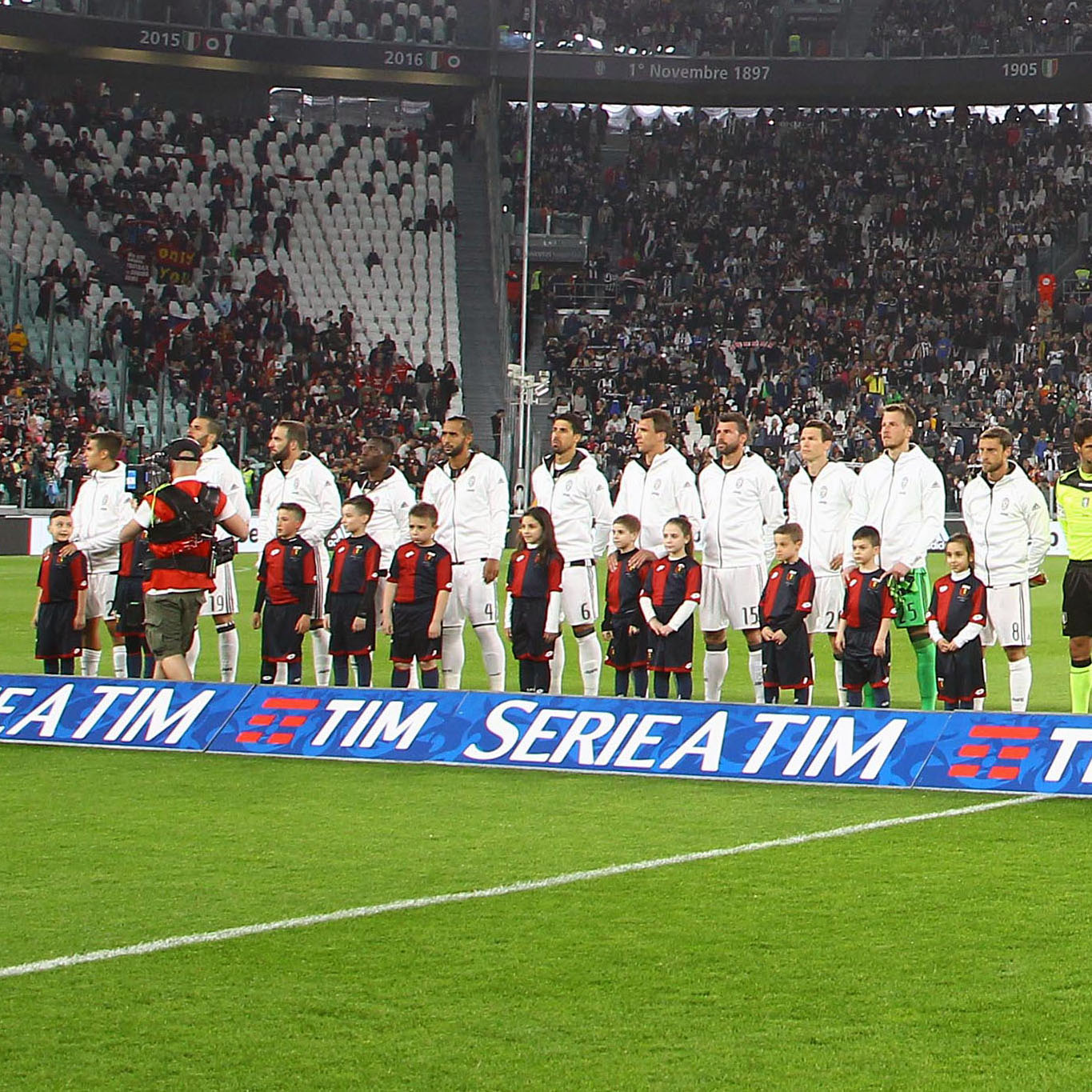
Neto (amb pantalons i mitgetes verdes) abans d'un partit amb la Juventus l'abril de 2017, en una temporada en què l'equip assolí el doblet.

- 2 Copes italianes: 2015-16, 2016-17.
- 1 Supercopa italiana: 2015.

València CF
- 1 Copa del Rei: 2018-19.

FC Barcelona
- 1 Copa del Rei: 2020–21.[28]

Selecció brasilera
- 1 Medalla d'argent als Jocs Olímpics: 2012.